# Emergentes Organisations-Netzwerk
Emergente Organisations-Netzwerke (emergent organizational networks, EMON) sind Netzwerke, die sich ad hoc (emergent) bilden. Sie sind organisatorische Verflechtungen mit flacher Hierarchie, die im Fall einer örtlichen Katastrophe auf eigene Faust Hilfs-, Rettungs- und Bergeaktivitäten übernehmen, ortskundig, flexibel und belastbar.
Sie wurden erstmals von dem Katastrophensoziologen Enrico Quarantelli in den USA erforscht und beschrieben. Sie treten beispielsweise bei Erdbeben, Überschwemmungen oder Großbränden auf und sind, weil schnell zur Stelle, oft überaus hilfreich. Ein straff geführter Katastrophenschutz sieht die EMON häufig nicht vor, außer wenn er selbst stark in Mitleidenschaft gezogen worden ist; dann kann es sogar zur Ausbildung einer kurzlebigen disaster culture kommen. Von den herbeigeeilten Journalisten werden die EMON oft übersehen. In abgestumpften oder verrohten Gesellschaften, wie es infolge einer Diktatur oder eines Bürgerkriegs oft der Fall ist, treten helfende EMON nur in kleineren Gemeinschaften auf; vielmehr ist organisiertes Plündern zu befürchten.
Im deutschen Katastrophenschutz geläufiger als EMON ist der Begriff der so genannten Walk-in volunteers, also Freiwilligen, die sich bei einem Schadensereignis spontan zur Hilfeleistung zur Verfügung stellen, ohne in irgendeiner Form in organisierte Hilfe eingebunden zu sein oder auch nur sein zu wollen. Die für die Bewältigung des Schadensfalls zuständigen Behörden und Organisationen haben dabei die Aufgabe, die Walk-in volunteers sachgerecht einzusetzen, aber auch zu betreuen. Erfahrungen mit ihnen wurden in Deutschland insbesondere beim Elbhochwasser im August 2002 gemacht; im internationalen Rahmen findet man sie in den unterschiedlichsten Ausprägungen. Eine Sonderform bilden die Personen, die im Rahmen von Programmen wie food for work tätig werden.
Ein praktisch-soziologischer Ansatz ist es, aus den vielfältig störenden Gaffern an Unfallorten solche Freiwillige zu werben (Wolf R. Dombrowsky).